# Synagogue de Pfaffenhoffen
La synagogue de Pfaffenhoffen, aujourd'hui désaffectée, est une des plus anciennes synagogues du Bas-Rhin. Sa construction remonte au dernier quart du XVIIIe siècle ; probablement à 1791, cette date figurant sur le linteau de la porte d'entrée. Le bâtiment restreint et discret servait aux besoins cultuels et rituels de la petite communauté israélite de la bourgade de Pfaffenhoffen. Ce lieu est classé au titre des Monuments Historiques depuis le 26 mai 1992,.

## Description

### Extérieur
La synagogue, restaurée en 1999, a été inaugurée en 1791. Elle est une des seules en Alsace avec celle de Mutzig (construite en 1787) datant de l'Ancien Régime à avoir été préservée dans son état d'origine.
Aujourd'hui mitoyen d'une ancienne usine, l'édifice est de plan rectangulaire et s'allonge en profondeur. La synagogue ne se distingue des autres maisons de la ruelle que par la hauteur des fenêtres du premier l'étage (salle de prière). 
La date hébraïque 5551 (année 1791) est écrite très discrètement sur la clé du linteau de la porte d'entrée. Les murs orientaux et occidentaux, à gouttereau sur rue, sont bien plus courts que les murs-pignons. Les murs sont en maçonnerie avec du crépi mais le pignon du côté septentrional est en pan de bois.

### Intérieur
La salle de prière se trouve à l'étage supérieur. On y remarque plus particulièrement l'encadrement de l'Arche sainte, décoré de peinture polychrome. Au rez-de-chaussée est située une salle communautaire (Kahlstub) qui servait aussi d'école juive (Heder). Vers l'arrière, se trouvent deux petites pièces. L'une d'elles est une chambre grillagée qui servait de lieu de repos pour le voyageur pauvre de passage (Schlafstaedt). Quant à la cuisine, elle a conservé un évier en grès mais son four a disparu. 
Depuis la grande salle communautaire, une trappe donne accès à un escalier en pierre vers le sous-sol où se situait probablement le bain rituel (Mikvé). Dans le couloir, une fontaine datée de l'an 5505 du calendrier hébraïque (soit 1744-1745 du calendrier grégorien) servait aux ablutions prescrites par les rites.

## Arche sainte
Le lieu de culte, situé au premier étage, se compose de deux espaces. Le plus petit est réservé aux femmes tandis que le plus vaste est réservé aux hommes. La séparation se fait par un petit muret bas (Mekhitsa), autrefois complété par un rideau. 
Dans le renfoncement d'un mur se situe l'arche sainte ou Aron Hakodesh. Son iconographie associe des éléments habituels de la tradition juive. L'encadrement en pierre se compose de colonnes enlacées de pampres qui supportent un linteau daté de l'année hébraïque 5551. Sur ce dernier sont aussi sculptés deux lions qui portent la couronne (fleurdelisée) de la Thora. De part et d'autre de cette représentation figurent des inscriptions en lettres hébraïques. Elles non plus ne sortent pas de l'ordinaire des synagogues alsaciennes: « L'Éternel est toujours en face de moi » et « Sache devant qui tu te tiens ».
Le soubassement des colonnes présente deux avancées garnies de picots pour fixer des cierges. Les portes de l'armoire qui renfermait autrefois les rouleaux de la Loi sont cachées par un rideau d'Arche en velours brodé.

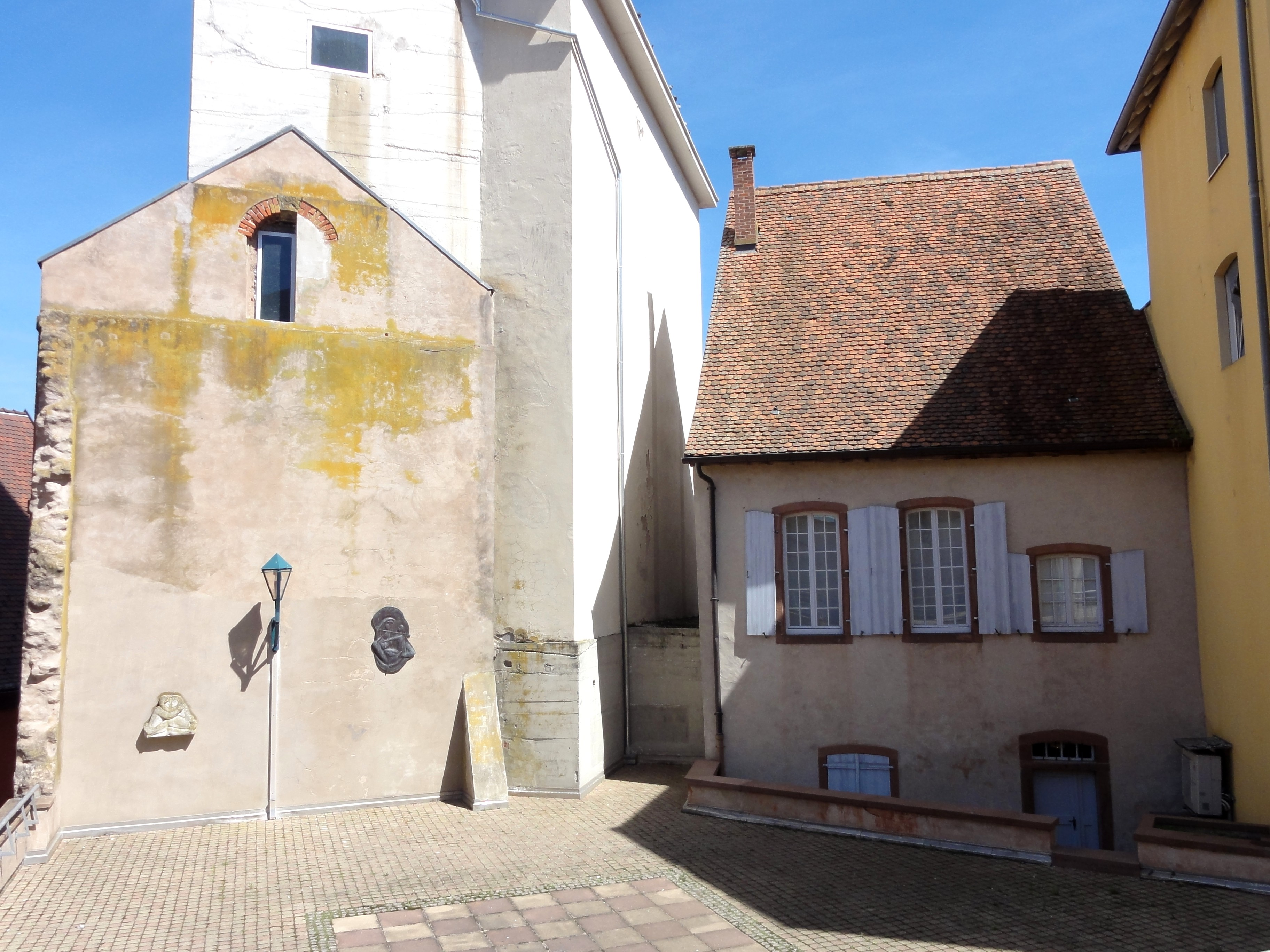
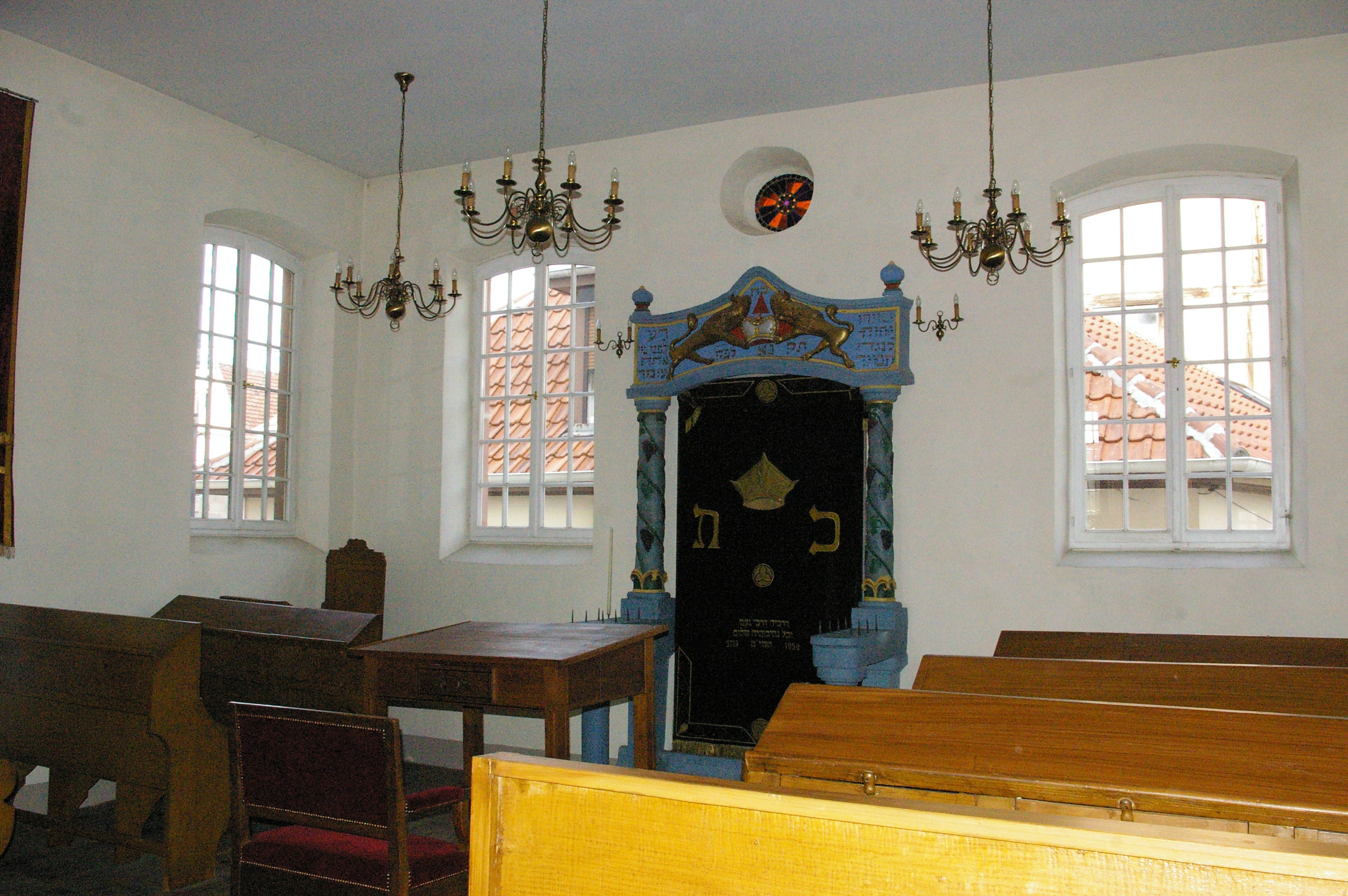
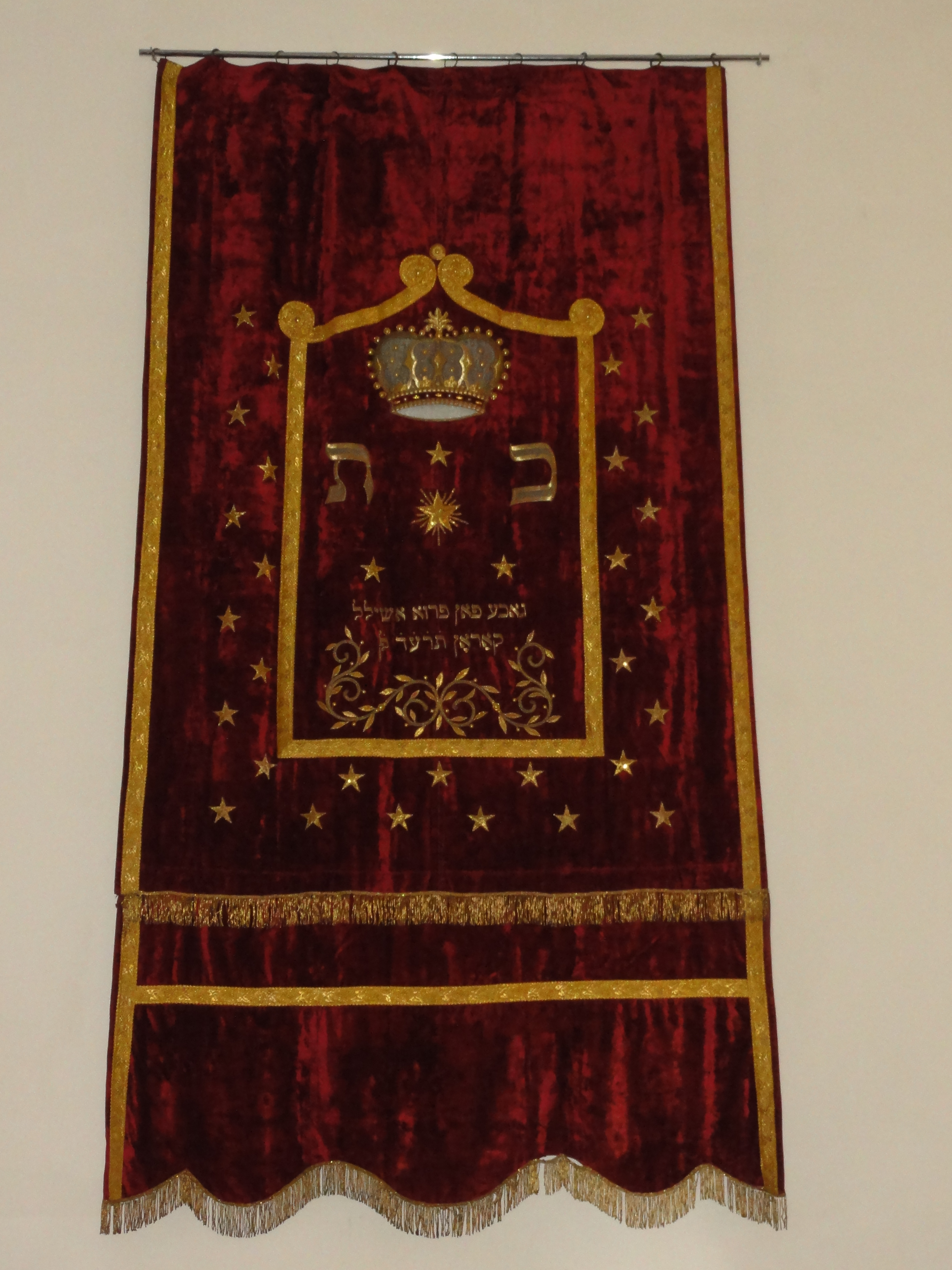
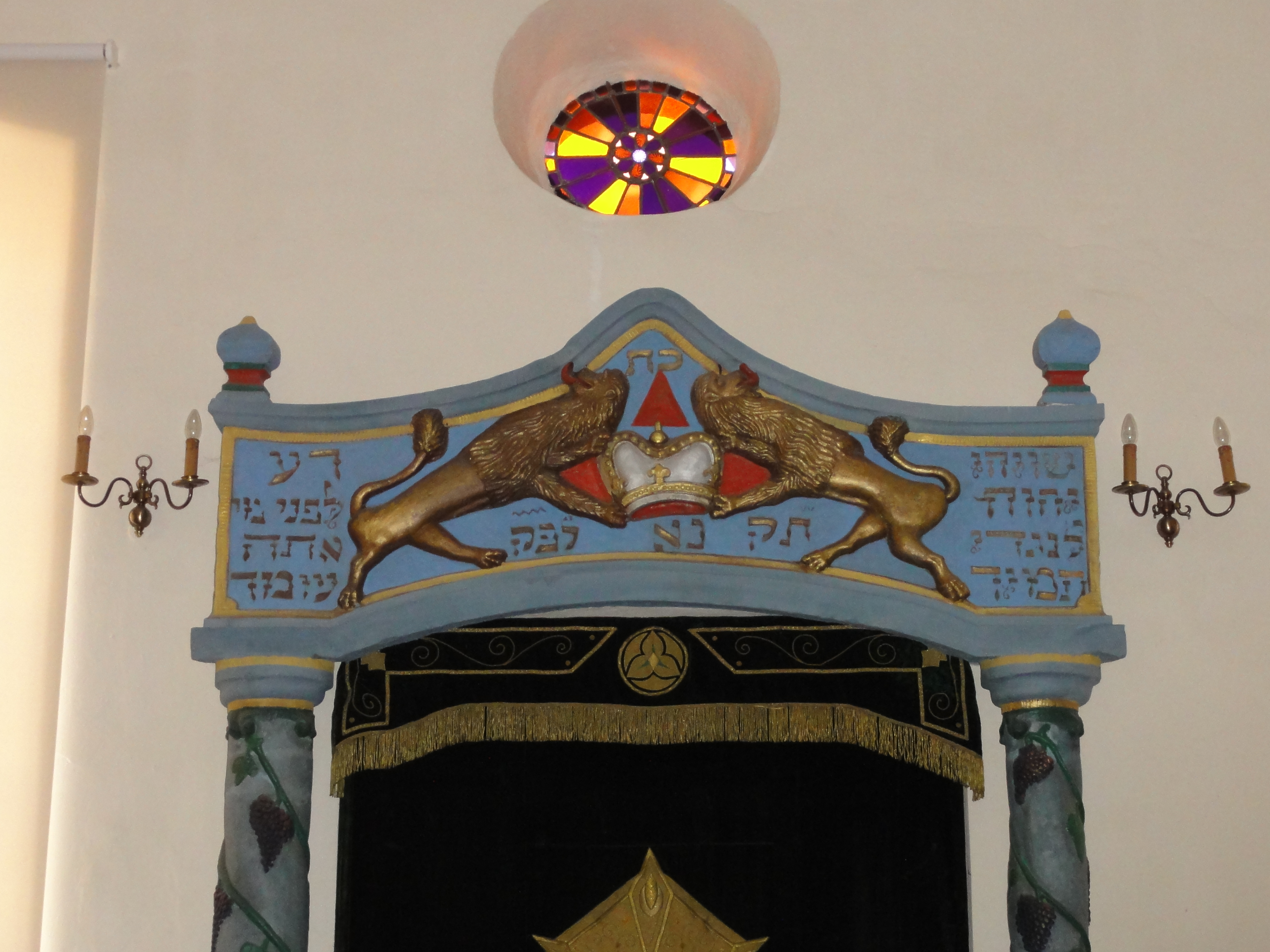
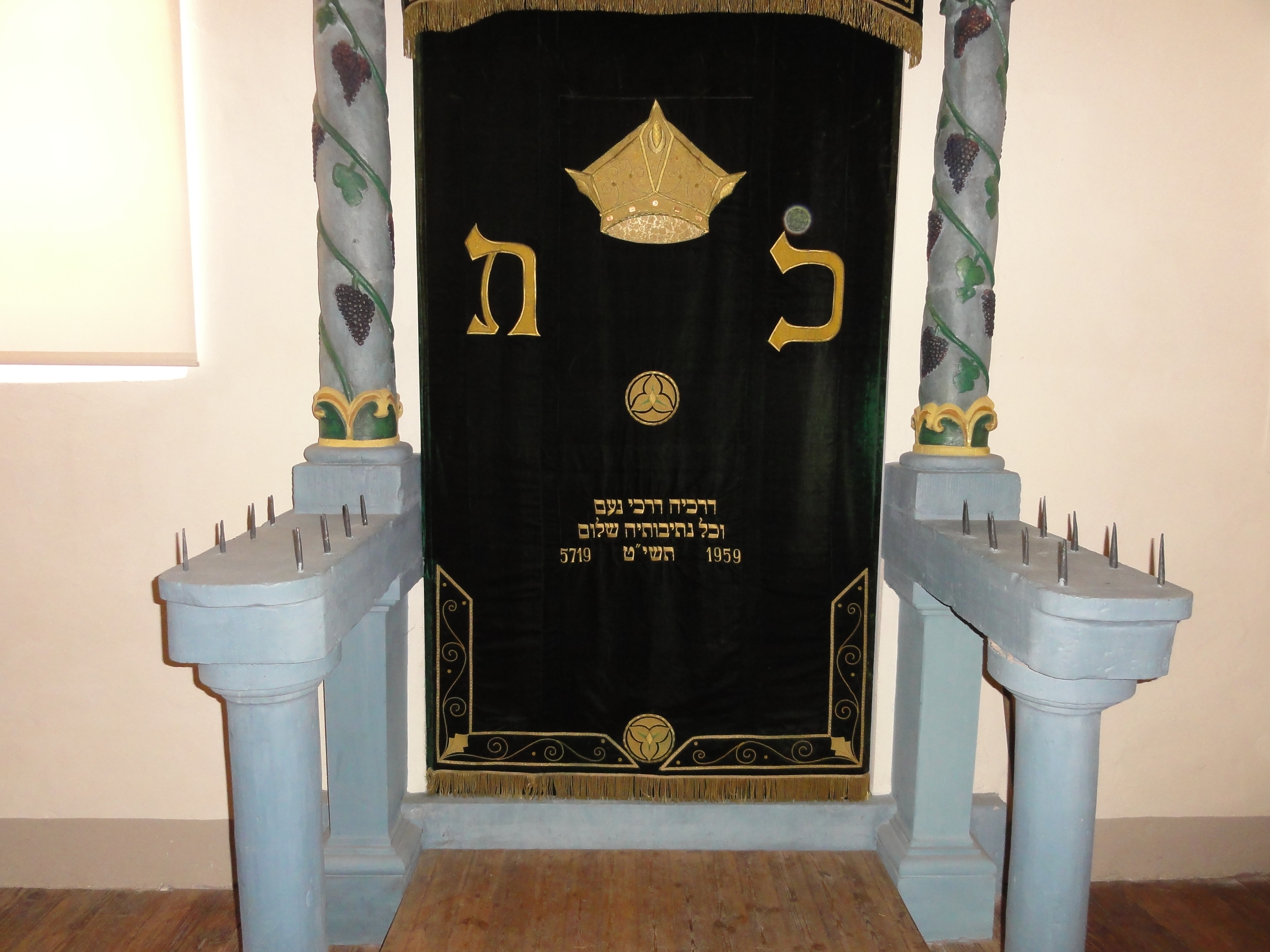
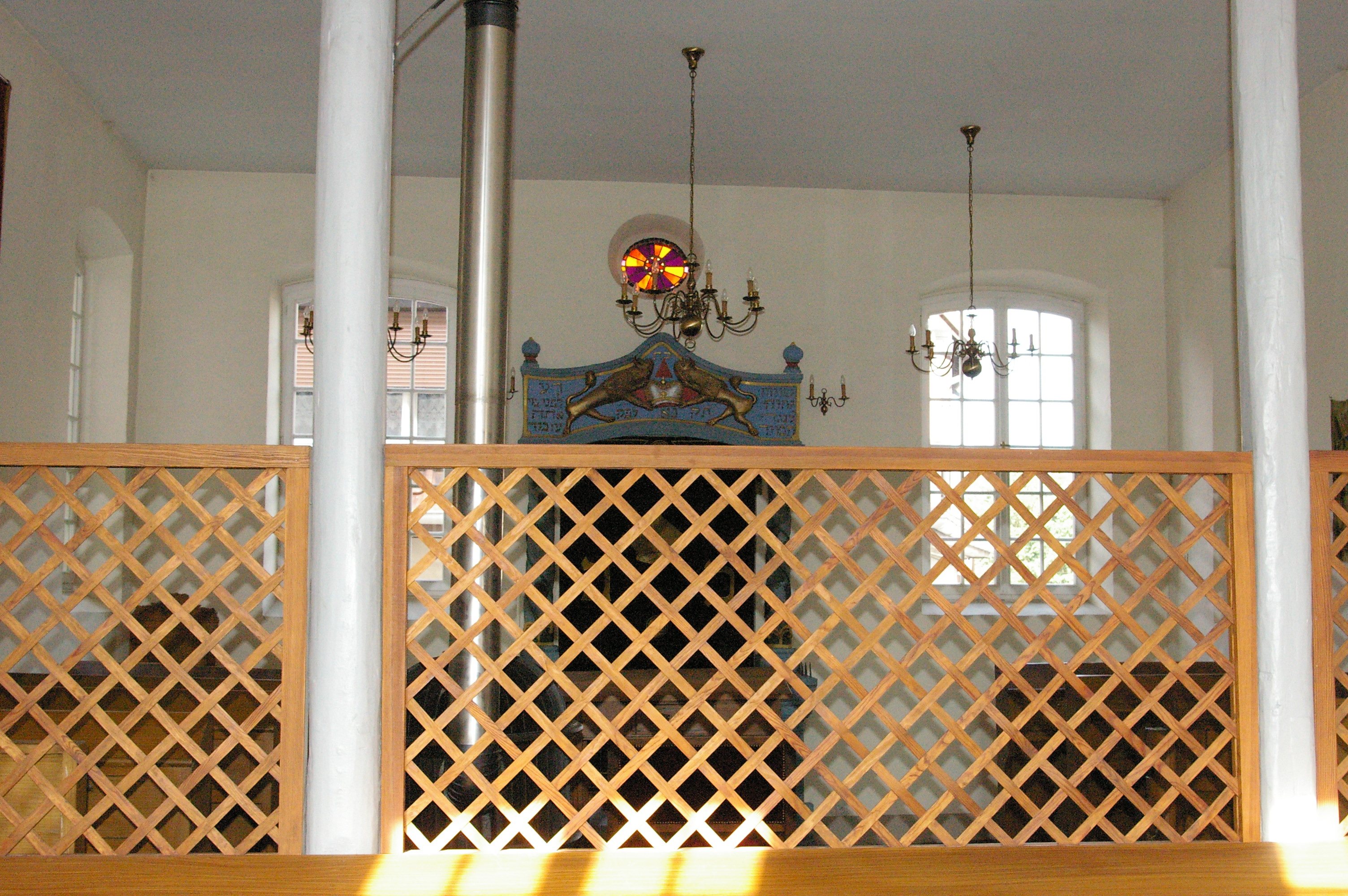
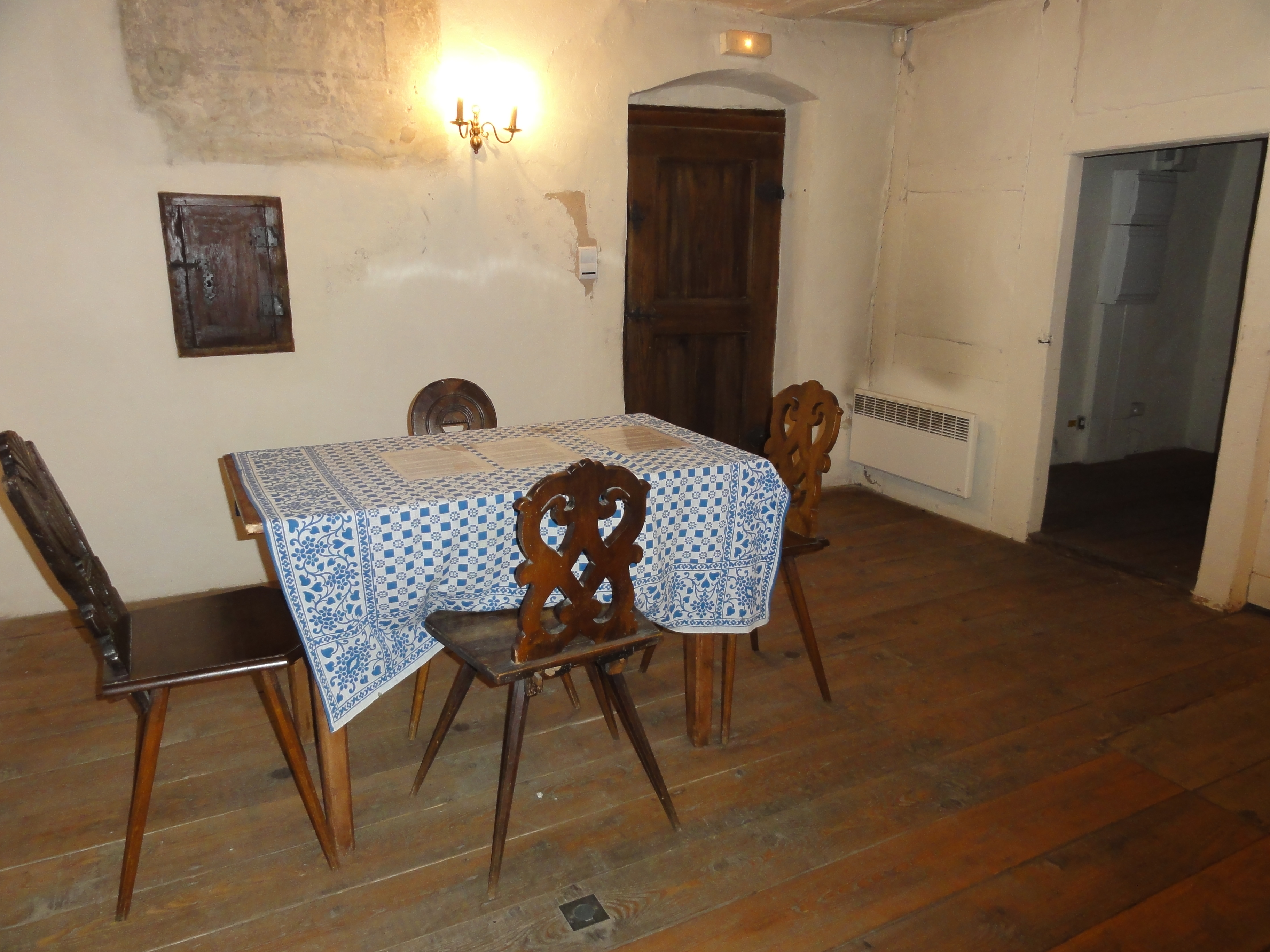
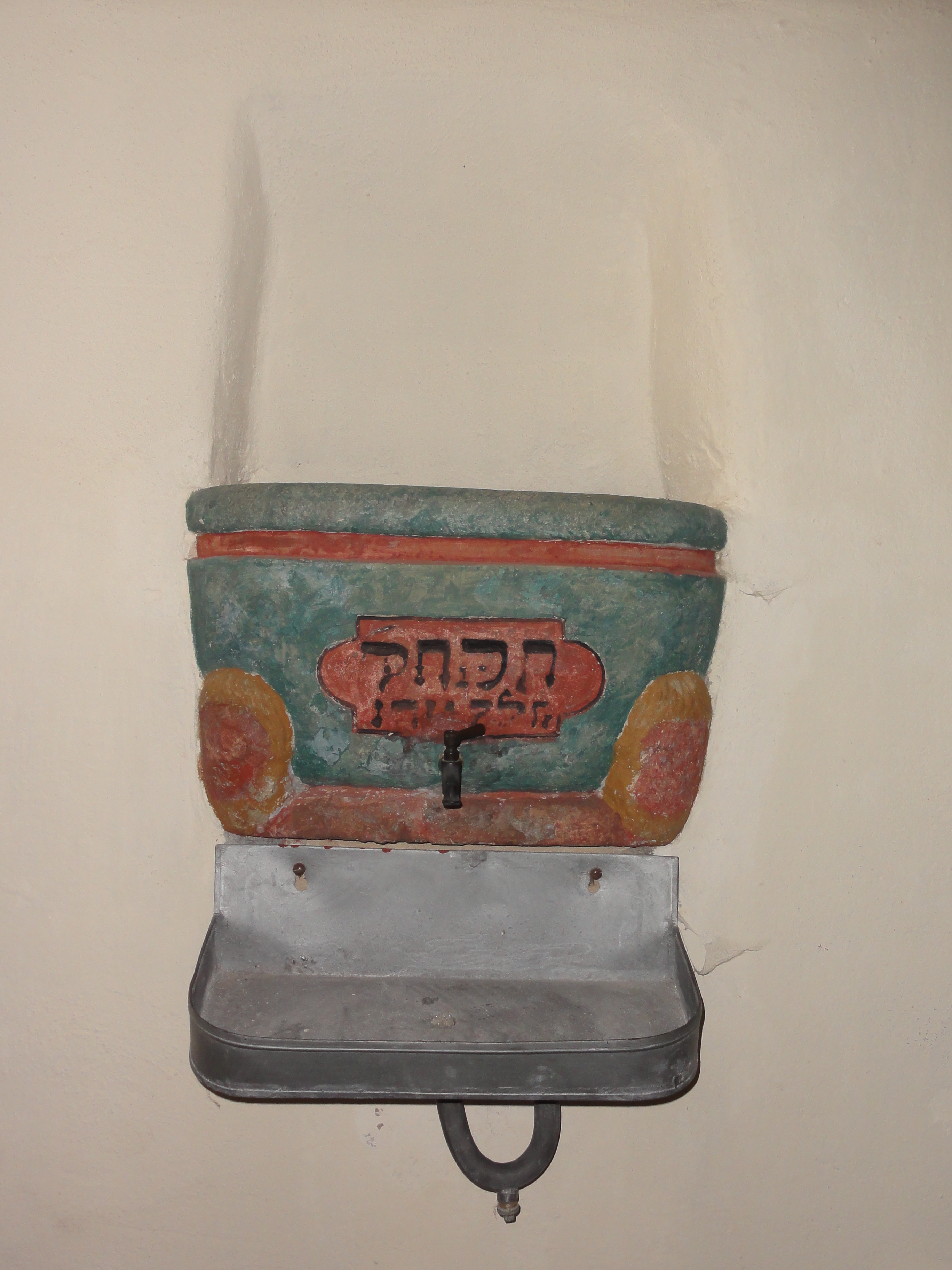